# Studebaker Special Six

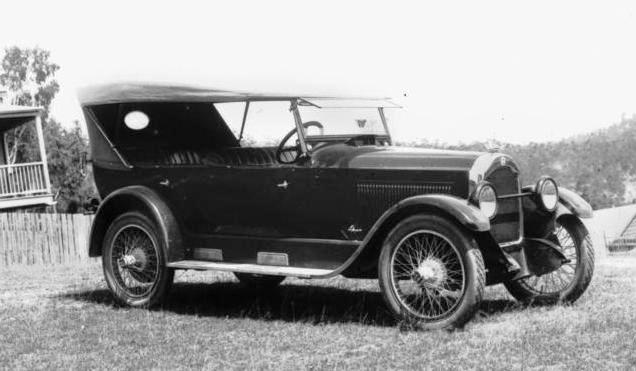
Studebaker Special Six, 1924

Der Studebaker Special Six war ein PKW, den die Studebaker Corporation in South Bend (Indiana) 1920 bis 1927 herstellte. Er war der Nachfolger des 1918 / 1919 hergestellten Modells Light Six. Der Special Six war die mittlere Modellreihe von Studebaker. Der Wagen wurde während seiner gesamten Produktionszeit mit verschiedensten Aufbauten angeboten.
Das Modell – wie sein Vorgänger auch Model EH genannt –  hatte einen Radstand von 3.023 mm und wurde von einem Sechszylinder-Reihenmotor mit 4.729 cm³ Hubraum (Bohrung × Hub = 88,9 mm × 127 mm) angetrieben, der 50 bhp (37 kW) bei 2.000/min. entwickelte. Die Motorkraft wurde über eine Lederkonuskupplung und ein Dreiganggetriebe mit Schalthebel in der Wagenmitte an die Hinterräder weitergeleitet. Die Fußbremse wirkte auf Außenbandbremsen an den Hinterrädern.
1922 änderte man die Modellbezeichnung in EL. Dazu übernahm der Special Six die Karosserielinie des Big Six vom Vorjahr. 1924 erhielten die Wagen vernickelte Kühlerrahmen.
1925 ersetzte das Model EQ den alten EL. Der Radstand wuchs auf 3.048 mm und der Motor leistete bei gleichbleibendem Hubraum nun 65 bhp (48 kW) bei 2.400/min. Neue, edlere Aufbauten kamen dazu, wie die Victoria, die Berline (kleine Limousine) oder ein Country Club Coupé. Eine Besonderheit war der Sheriff, ein Polizeiwagen, der mit dem größeren Motor des Big Six ausgestattet war.
1927 wurde der Wagen in Special Six Commander umbenannt, um ab 1928 als Studebaker Commander angeboten zu werden.